# Allie X
Alexandra Ashley Hughes (sinh ngày 31 tháng 7 năm 1985), được biết đến bởi tên trên sân khấu là Allie X , là một ca sĩ-nhạc sĩ người Canada. Sinh ra ở Oakville, Ontario và sau đó sống ở Toronto, cô lớn lên với sự quan tâm đến nhạc cổ điển, opera và kịch hát. Cô bắt đầu sự nghiệp của mình với tư cách là một nghệ sĩ độc lập ở Toronto vào giữa những năm 2000, chơi với các ban nhạc địa phương và viết và thu âm một số album tự phát hành.
Vào năm 2013, Hughes chuyển đến Los Angeles, California để bắt đầu sự nghiệp với tư cách là một nhạc sĩ thực thụ và bận rộn. Tuy nhiên, cô đã không ngừng đóng góp cho nền âm nhạc của riêng mình, cô nhận biệt danh Allie X và gặp gỡ nhiều nhạc sĩ và nhà sản xuất, cuối cùng đã làm việc với nhà sản xuất Cirkut cùng Billboard, một cặp gắn bó với nhà sản xuất nổi tiếng Dr. Luke.
Hughes đã đạt được một mức thành công nhất định sau khi phát hành đĩa đơn đầu tiên của cô dưới cái tên Allie X, " Catch ". "Catch" xếp trên Hot 100 của Canada, đạt đỉnh điểm ở vị trí 55. Bài hát này đã nhận được lời khen ngợi từ tạp chí Time, cũng như ca sĩ kiêm nhạc sĩ Katy Perry, cô phán bản album của Allie X tựa như "mứt mùa xuân" (nguyên văn: spring jam). Sau thành công đầu đời - "Catch", Hughes phát hành album đầu tay EP, CollXtion I vào năm 2015. Album studio đầu tay của cô, CollXtion II , được phát hành vào ngày 9 tháng 6 năm 2017.

## Cuộc sống và sự nghiệp

### 1985-2006: Chớm nở sự nghiệp
Alexandra Ashley Hughes sinh ngày 31 tháng 7 năm 1985 tại Oakville, Ontario. Gia đình cô có nguồn gốc Anh. Cô nhập học Trường Nghệ thuật Etobicoke. Hughes sau đó học piano cổ điển và thanh nhạc tại Học viện Nghệ thuật Interlochen ở Michigan, và tốt nghiệp chương trình biểu diễn Nhạc kịch của Trường Cao đẳng Sheridan, và cũng học về nhạc sân khấu.

### 2006-2012: Sự khởi đầu nghề nghiệp
Hughes bắt đầu sự nghiệp của mình dưới cái tên Allie Hughes ở Toronto khoảng năm 2006, biểu diễn indie pop, indie rock, jazz và nhạc điện tử. Cô đã phát hành album đầu tiên của mình, "Waiting for the Prize" , trong định dạng CD cùng năm. Sau đó, cô tiếp tục phát hành thêm hai album nữa, bao gồm cả album thứ hai Ladies and Gentlemen trong năm 2009 và một vở kịch dài, mang tên Allie Hughes năm 2010. Không lâu trước khi cô chuyển đến Los Angeles, cô phát hành một EP khác với cái tên Allie X Andra. Tất cả các tác phẩm đầu tiên của cô chỉ được phát hành dưới dạng đĩa CD và không được phân phối rộng rãi.
Trong năm 2008, cô đã tham gia chương trình truyền hình của kênh CBC, How Do You Solve a Problem Like Maria?, Phiên bản Canada dựa trên bộ sê ri có cùng tên được phát sóng tại Vương quốc Anh trên BBC One vào năm 2006. Cô đã đồng ý thực hiện " My Favorite Things", nhưng thay vào đó đã kết thúc với việc biểu diễn " It's Oh So Quiet " của Björk. Cô đã bị loại khỏi chương trình sau hai tuần. Những vai diễn của cô trong thời gian này cũng bao gồm các bộ phim và chương trình truyền hình khác của Canada, như Triple Sensation, The Boys in the Photograph , King , Being Erica và Instant Star, và âm nhạc của cô đã có trong Rookie Blue , Saving Hope và Love Me.

### 2013-2015:CollXtion I
Vào tháng 7 năm 2013, Hughes quyết định chuyển sang Los Angeles, để theo đuổi sự nghiệp toàn thời gian với tư cách là một nhạc sĩ. Mặc dù vậy, cô đã không ngừng làm việc cho sự nghiệp solo của mình. Cô không hài lòng với âm thanh của cô, và dành nhiều thời gian để học về thiết kế âm thanh và sản xuất. Cô đã nhận tên Allie X và bắt đầu làm việc với nhà sản xuất Cirkut và Billboard, người mà cô đã gặp trong thời gian cô ở Los Angeles.
Vào đầu năm 2014, Hughes đã phát hành đĩa đơn đầu tay của mình dưới tên Allie X mang tên "Catch". Sau khi phát hành, "Catch" đã nhận được lời khen ngợi từ nhiều nguồn: Jamie Milton của tạp chí DIY đã nói rằng "Allie X đã bước lên sân khấu như một chai rượu tại đám cưới - mọi người đều muốn một phần của cô ấy."  và Jamieson Cox từ tạp chí Time cho biết ca khúc "tỏa sáng như một tấm bảng bóng được tân trang tỉ mỉ đáng chú ý" của Hughes.  Ca sĩ kiêm nhạc sĩ kiêm nhà soạn nhạc Katy Perry cũng ca ngợi ca khúc trên Twitter, gọi nó là "mứt mùa xuân".  "Catch" cũng được xếp hạng trên Canadian Hot 100, đạt vị trí thứ 55 trên bảng xếp hạng. "Catch" tiếp tục được phát hành lại dưới hình thức một EP vào tháng 11 năm 2015, với các bài hát bổ sung.
Trước khi phát hành bản mở rộng đầu tiên của Hughes, CollXtion I , hai đĩa đơn khác, "Prime" và "Bitch", đã được đưa ra bởi ca sĩ vào ngày 18 tháng 3 và ngày 6 tháng 4 năm 2014. CollXtion Tôi đã được phát hành một năm sau đó, vào ngày 7 tháng 4 năm 2015 tại Canada,  với việc phát hành trên toàn thế giới bị đẩy trở lại vào ngày 21 tháng 4.  EP cũng đã nhận được sự ủng hộ của Julia LeConte của Edmonton Journal , "một EP bảy bài hát sáng tạo đưa ra một bảng yêu cầu không thể xóa nhòa", và tiếp tục nói rằng khả năng tạo bài hát của Hughes phù hợp với cô ấy Giọng nói "ngoạn mục".  Bà cũng tổ chức một tour du lịch nhỏ Bắc Mỹ vào năm 2015.
Bên cạnh việc làm nhạc solo, trong năm 2014 và năm 2015, Hughes cũng đã đóng góp cho album nhạc Blue Neighborhood của ca sĩ Úc Troye Sivan , đồng sáng tác tổng cộng bảy bài hát, trong đó có hai trong ba đĩa đơn "Talk Me Down" và "Youth ".  Cùng với điều này, cô đã hỗ trợ Troye Sivan trong chuyến đi Bắc Mỹ của năm 2016.
Hughes là một trong bốn nhạc sĩ nhận được thành quả tại Trung tâm Phim ảnh Canada Slaight Music Residency Showcase vào năm 2013.

### 2016- hiện tại:CollXtion II

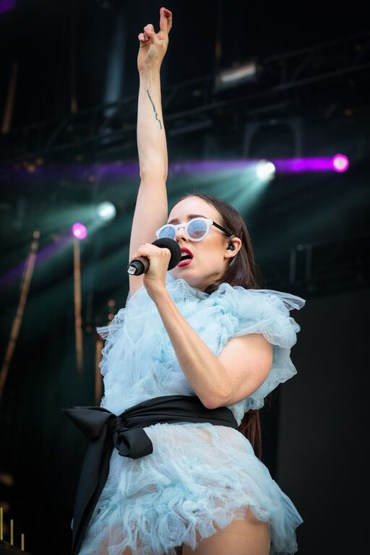
Allie X tại Ottawa Bluesfest,
11-7-2015 tại Ottawa, Ontario, Canada.

Mặc dù đã từng phát hành album và EPs trong quá khứ, Hughes vẫn chưa phát hành album studio nào dưới tên Allie X. Vào tháng 2 năm 2016, Hughes phát hành một bài hát miễn phí tải về mang tên "Old Habits Die Hard", ban đầu có nghĩa là để phục vụ như một single không phải là album.  Vào ngày 13 tháng 5 năm 2016, Hughes phát hành một bài hát "Too Much to Dream"   và công bố một dự án mang tên CollXtion II: Ʉnsolved , trong đó cô đã phát hành một bộ sưu tập các bài hát và bài hát trên Spotify, để khái quát lại các bài hát mà người hâm mộ muốn nghe trên CollXtion II . Dự án này kết thúc vào ngày 6 tháng 11 năm 2016, với Hughes nói rằng không có âm nhạc mới sẽ được phát hành cho tới khi album ra đời.
CollXtion II bắt đầu được sửa soạn bởi Hughes vào tháng 2 năm 2017, và nó được chính thức công bố vào ngày 9 tháng 6 vào ngày 23 tháng 2.  Vào ngày 28 tháng 4 năm 2017, Hughes phát hành "Paper Love" là đĩa đơn đầu tiên trong album sắp tới.  "Need You" được phát hành vào ngày 26 tháng 5 năm 2017.

## Nghệ thuật
Hughes bị ảnh hưởng bởi ABBA, Arthur Russell, Björk, Kate Bush, Lady Gaga, Céline Dion, Cyndi Lauper, Mariah Carey, Mark Mothersbaugh, Tom Petty, và tác giả Haruki Murakami. Cô cũng giải thích rằng X trong tên của cô đại diện cho một biến không rõ trong đại số,  cô nói: "Trong toán học, X là bất biến. Đó là một số không rõ. Khi nó được giải tỏ, nó không còn là X. Tôi nghĩ rằng X là bản sắc mà tôi đảm nhận khi tôi trải qua cuộc hành trình khám phá bản thân. Tôi là những câu hỏi mà tôi đang cố gắng để vật lộn trong lĩnh vực nghệ thuật. Nếu tôi từng tìm thấy mảnh ghép đó, hay là chọn M, sô để giải quyết những phương trình, như công dụng của nó, và tôi sẽ không còn là Allie X. "
Hughes có giọng hát soprano, chất giọng của cô đã được so sánh thường xuyên với ca sĩ người Anh Ellie Goulding, MO, Chvrches và The Knife. Hughes mô tả những giai điệu của cô như là một "pop pop, ranh giới sân khấu Disney", trong khi lời bài hát của cô, "luôn luôn có vẻ tối tăm hơn". Cô so sánh sáng tác với một thí nghiệm khoa học, trong đó bạn đưa hai bộ não lại với nhau trong một vài giờ và xem CHÚNG có thể làm gì.

## Hình ảnh công khai
Hughes đã thường xuyên lên tiếng ủng hộ quyền phụ nữ của mình cũng như quyền của LGBT, nói rằng cô thường viết bài hát của mình trong khi nghĩ về những người nghe trẻ tuổi của cô từ cộng đồng LGBT mà cô gặp.

## Nghệ thuật đa phương tiện
Những ca khúc phim (music video) của Allie X nghiêng về sự kì dị và đa sắc. Những yếu tố kì lạ nhất được thấy rõ ở ca khúc phim 'Catch". MV làm nên tranh cãi trong sự ảnh hưởng về tôn giáo, nhóm phái bí ẩn, các yếu tố hoang đường trừu tượng và sâu sắc về trí tưởng tượng, hình ảnh liên quan đến dục vọng. Catch là MV đạt được thành công lớn với số lượng người xem đông đảo so với các sản phẩm trên kênh của Hughes.
Allie X còn được biết đến là nghệ sĩ đa năng - nhạc sĩ kiêm người mẫu. Cô thực hiện nhiều dự án với tư cách mẫu ảnh ấn tượng cho các thương hiệu và trang báo giải trí như Playboy, 1989...

### Studio albums
| 2017 | CollXtion II - Released: ngày 9 tháng 6 năm 2017 (Worldwide) - Label: Twin Music |

### Bản nhạc mở rộng
| 2015 | CollXtion I - Released: ngày 7 tháng 4 năm 2015 (Canada) - Label: Universal Music           |
| 2015 | Catch EP - Released: ngày 20 tháng 11 năm 2015 (USA) - Label: Twin Music                    |
| 2017 | COLLXTION II: Unsolved - Released: ngày 15 tháng 3 năm 2017 (Worldwide) - Label: Twin Music |

### Đĩa đơn

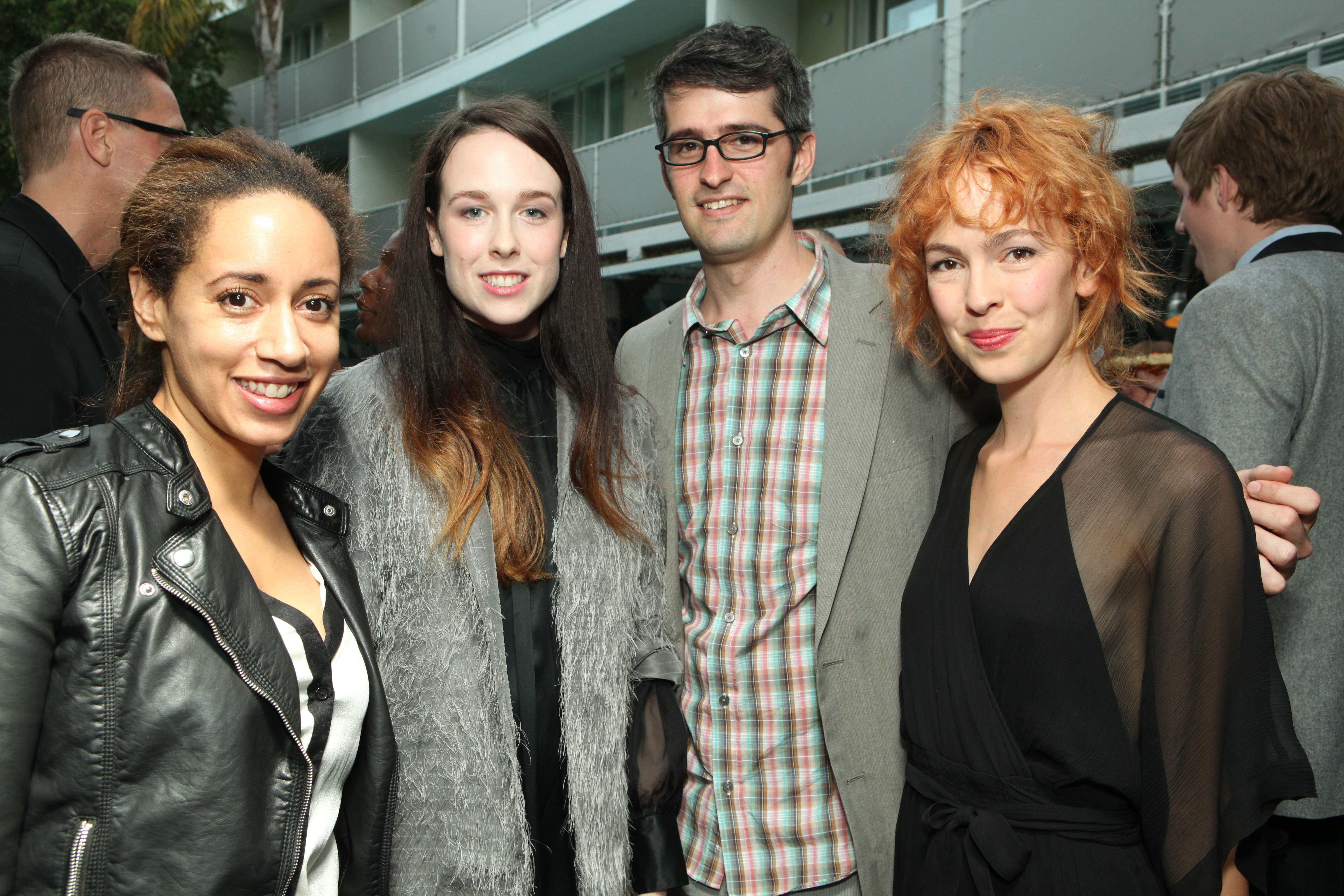
Allie X tại Lễ Kỉ Niệm CFC lần thứ 25 tại Los Angeles, Mỹ.

| Year | Single                | Peak chart positions | Album                               |
| Year | Single                | CAN                  | Album                               |
| ---- | --------------------- | -------------------- | ----------------------------------- |
| 2014 | " Catch "             | 55                   | CollXtion I                         |
| 2014 | "Prime"               | —                    | CollXtion I                         |
| 2014 | "Bitch"               | —                    | CollXtion I                         |
| 2015 | " Catch (re-release)" | —                    | Catch EP                            |
| 2015 | "Never Enough"        | —                    | Catch EP                            |
| 2016 | "Old Habits Die Hard" | —                    | CollXtion II                        |
| 2016 | "Too Much to Dream"   | —                    | COLLXTION II: Unsolved              |
| 2016 | "All the Rage"        | —                    | COLLXTION II: Unsolved              |
| 2016 | "That's So Us"        | —                    | COLLXTION II: Unsolved/CollXtion II |
| 2017 | "Paper Love"          | —                    | CollXtion II                        |
| 2017 | "Need You"            | —                    | CollXtion II                        |
| 2019 | "Fresh Laundry"       |                      |                                     |

### MV
| Tên                          | Năm  | Director(s)               | Ref. |
| ---------------------------- | ---- | ------------------------- | ---- |
| "Bitch"                      | 2014 | Jungle George             |      |
| "Catch"                      | 2015 | Jérémie Saindon           |      |
| "Sanctuary" (Live)           | 2015 | Unknown                   |      |
| "Too Much to Dream"          | 2016 | Jungle George             |      |
| "All the Rage" (Live)        | 2016 | Jungle George             |      |
| "Casanova" (Live)            | 2016 | Jungle George             |      |
| "All the Rage"               | 2016 | Jungle George Maluko Haus |      |
| "Old Habits Die Hard" (Live) | 2016 | Taylor Heres              |      |
| "That's So Us" (Live)        | 2016 | Unknown                   |      |
| "Too Much To Dream" (Live)   | 2016 | Unknown                   |      |
| "Paper Love"                 | 2017 | Unknown                   |      |

Phụ lục: